# SK Interobal Plzeň
Sportovní klub Interobal Plzeň je český futsalový klub z Plzně. Od sezóny 2015/16 působí v nejvyšší českou futsalové lize. Klub byl založen v roce 1991 jako FC Promile Plzeň. V roce 1997 se klub přejmenoval podle hlavního sponzora na SK Indoss Plzeň. V sezóně 2006/07 se klub poprvé ve své historii objevil v 1. celostátní lize, kde skončil na sestupovém jedenáctém místě. Do 1. ligy se klub vrátil až v sezóně 2010/11. V ní klub tentokráte setrval o něco déle, sestoupil až v sezóně 2013/14.
Návrat přišel na rozdíl od minulého snažení hned v další sezóně, poté co Indoss vyhrál svoji druholigovou skupinu suverénně s devítibodovým náskokem na 2. místo. Po postupu klub také změnil název, po několika letech totiž vypadl z názvu sponzor INDOSS spol. s.r.o., kterého nahradila společnost Interobal.
Po vstupu společnosti Interobal do klubu se začala psát prozatím nejúspěšnější éra klubu. V sezoně 2015/16 si tým Plzně, jakožto nováček ligy, došel až pro stříbrné medaile v ligovém poháru. V ročníku 2017/18 skončili plzeňští na 2. místě v základní části a v následném play-off skončila jejich cesta v semifinále, což klubu vyneslo první ligový medailový zisk, konkrétně bronzový. Ještě o příčku lépe se hráči Interobalu Plzeň umístili v předčasně ukončené sezoně 2019/20, když po 20 odehraných kolech základní části figurovali na 2. místě. 
V současné době působí v kádru tři nejlepší futsalisté ČR podle ankety Futsalista roku 2019. Jmenovitě Michal Seidler, Tomáš Vnuk a Lukáš Rešetár. Dalšími hvězdami týmu jsou reprezentanti Michal Holý, Michal Kovács nebo kapitán slovenské reprezentace Peter Kozár.
Své domácí zápasy odehrává ve sportovní hale TJ Lokomotiva Plzeň, která má kapacitu 1 500 diváků.

## Historické názvy
Zdroj: 
- 1991 – FC Promile Plzeň (Futsal Club Promile Plzeň)
- 1993 – FC Radio Taxi Plzeň (Futsal Club Radio Taxi Plzeň)
- 1997 – SK Indoss Plzeň (Sportovní klub Indoss Plzeň)
- 2015 – SK Interobal Plzeň (Sportovní klub Interobal Plzeň)[6]

## Soupiska
Zdroj: 
Aktuální k datu: 14. srpna 2020
| Číslo |           | Pozice    | Hráč           |
| ----- | --------- | --------- | -------------- |
| 18    | Česko     | Brankář   | Lukáš Němec    |
| 33    | Česko     | Brankář   | Jakub Luhový   |
| 44    | Česko     | Brankář   | Lukáš Lecjaks  |
| 5     | Slovensko | Obránce   | Gabriel Rick   |
| 7     | Česko     | Útočník   | Lukáš Rešetár  |
| 8     | Česko     | Univerzál | Tomáš Buchta   |
| 9     | Slovensko | Univerzál | Peter Kozár    |
| 10    | Česko     | Univerzál | Tomáš Vnuk     |
| 11    | Česko     | Útočník   | Matěj Maur     |
| 13    | Česko     | Obránce   | Michal Kovács  |
| 22    | Česko     | Útočník   | Michal Štrajt  |
| 23    | Česko     | Obránce   | Jan Havel      |
| 27    | Česko     | Univerzál | Karel Rozboud  |
| 41    | Česko     | Útočník   | Michal Seidler |
| 64    | Česko     | Obránce   | Michal Holý    |
| 80    | Slovensko | Útočník   | Matúš Ševčík   |
| 98    | Česko     | Univerzál | Dušan Künstner |

## Umístění v jednotlivých sezonách
Zdroj: 
Legenda: Z – zápasy, V – výhry, R – remízy, P – porážky, VG – vstřelené góly, OG – obdržené góly, +/- – rozdíl skóre, B – body, červené podbarvení – sestup, zelené podbarvení – postup, fialové podbarvení – reorganizace, změna skupiny či soutěže
| Česko (1994 – ) |                                   |        |    |    |   |    |     |     |      |    |       |             |
| Sezóny          | Liga                              | Úroveň | Z  | V  | R | P  | VG  | OG  | +/−  | B  | P. ZČ | Play-off    |
| 1994/95         | Oblastní liga – sk. Západní Čechy | 3      | 16 | 9  | 2 | 5  | 44  | 38  | +6   | 29 | 3.    |             |
| 1995/96         | Oblastní liga – sk. Západní Čechy | 3      | 22 | 9  | 2 | 11 | 64  | 80  | −16  | 29 | 7.    |             |
| 1996/97         | Divize – sk. Západní Čechy        | 3      | 27 | 9  | 1 | 17 | 105 | 144 | −39  | 28 | 10.   |             |
| 1997/98         | Divize – sk. Západní Čechy        | 3      | 26 | 13 | 5 | 10 | 111 | 80  | +31  | 41 | 6.    |             |
| 1998/99         | Divize – sk. Západní Čechy        | 3      | 22 | 11 | 3 | 8  | 106 | 77  | +29  | 36 | 5.    |             |
| 1999/00         | Divize – sk. Západní Čechy        | 3      | 26 | 22 | 2 | 2  | 165 | 77  | +88  | 68 | 1.    |             |
| 2000/01         | 2. liga – sk. Západ               | 2      | 26 | 16 | 3 | 7  | 131 | 99  | +32  | 51 | 5.    |             |
| 2001/02         | 2. liga – sk. Západ               | 2      | 22 | 10 | 4 | 8  | 117 | 114 | +3   | 34 | 5.    |             |
| 2002/03         | 2. liga – sk. Západ               | 2      | 22 | 10 | 2 | 9  | 98  | 99  | −1   | 35 | 5.    |             |
| 2003/04         | 2. liga – sk. Západ               | 2      | 22 | 14 | 3 | 5  | 162 | 124 | +38  | 45 | 3.    |             |
| 2004/05         | 2. liga – sk. Západ               | 2      | 22 | 16 | 2 | 4  | 140 | 57  | +83  | 50 | 2.    |             |
| 2005/06         | 2. liga – sk. Západ               | 2      | 22 | 18 | 2 | 2  | 180 | 71  | +109 | 56 | 1.    |             |
| 2006/07         | 1. celostátní liga                | 1      | 22 | 5  | 2 | 15 | 61  | 100 | −39  | 17 | 11.   |             |
| 2007/08         | 2. liga – sk. Západ               | 2      | 22 | 17 | 4 | 1  | 126 | 69  | +57  | 55 | 2.    |             |
| 2008/09         | 2. liga – sk. Západ               | 2      | 22 | 16 | 4 | 2  | 107 | 62  | +45  | 52 | 2.    |             |
| 2009/10         | 2. liga – sk. Západ               | 2      | 22 | 17 | 2 | 3  | 125 | 72  | +53  | 53 | 1.    | Finále      |
| 2010/11         | Jetbull futsal liga               | 1      | 22 | 7  | 3 | 12 | 77  | 114 | −37  | 24 | 10.   |             |
| 2011/12         | Chance futsal liga                | 1      | 22 | 4  | 5 | 13 | 77  | 120 | −43  | 17 | 10.   |             |
| 2012/13         | Chance futsal liga                | 1      | 22 | 5  | 0 | 17 | 61  | 144 | −83  | 15 | 11.   |             |
| 2013/14         | Chance futsal liga                | 1      | 22 | 2  | 1 | 19 | 49  | 139 | −90  | 7  | 12.   |             |
| 2014/15         | 2. liga – sk. Západ               | 2      | 22 | 19 | 1 | 2  | 172 | 56  | +116 | 58 | 1.    |             |
| 2015/16         | Chance futsal liga                | 1      | 22 | 10 | 3 | 9  | 93  | 84  | +9   | 33 | 5.    | Čtvrtfinále |
| 2016/17         | Chance futsal liga                | 1      | 22 | 10 | 3 | 9  | 73  | 78  | -5   | 33 | 4.    | Čtvrtfinále |
| 2017/18         | VARTA futsal liga                 | 1      | 22 | 17 | 1 | 4  | 112 | 59  | 53   | 52 | 3.    | Semifinále  |
| 2018/19         | VARTA futsal liga                 | 1      | 22 | 10 | 1 | 9  | 110 | 62  | 48   | 31 | 5.    | Čtvrtfinále |
| 2019/20         | VARTA futsal liga                 | 1      | 20 | 17 | 1 | 2  | 121 | 47  | 74   | 52 | 2.    | Nedohráno   |
| 2020/21         | 1. FUTSAL liga                    | 1      | 22 | 18 | 3 | 1  | 140 | 40  | +100 | 57 | 1.    | Vítěz       |
| 2021/22         | 1. FUTSAL liga                    | 1      | 22 | 18 | 1 | 3  | 133 | 41  | +92  | 55 | 2.    | Finále      |
| 2022/23         | 1. FUTSAL liga                    | 1      | 22 | 19 | 3 | 0  | 183 | 26  | +157 | 60 | 1.    | Vítěz       |